# Bahia Eventos
Bahia Eventos é uma empresa brasileira do setor de entretenimento sediada em Salvador, na Bahia. Foi criada em 1999, como iContent. Pertence à Rede Bahia, e entre seus principais eventos realizados estão a Festa Literária Internacional de Cachoeira, o Festival de Inverno Bahia e o Festival de Verão Salvador.

## História
A iContent começou a atuar em 1999, com a realização da primeira edição do Festival de Verão Salvador entre os dias 20 e 24 de fevereiro, com uma participação de cerca de 150 mil pessoas. Foi realizado no Parque de Exposições de Salvador, assim como as edições posteriores.

Logotipo utilizado pela empresa de 2007 a 2022

O segundo grande evento a ser produzido pela empresa é o Festival de Inverno Bahia, realizado em Vitória da Conquista com a parceria da TV Sudoeste, emissora da Rede Bahia de Televisão. Sua primeira edição ocorreu entre os dias 26 e 28 de agosto de 2005.

Logotipo utilizado pela empresa de 2022 a 2025.

Em 2011, a iContent lançou a Festa Literária internacional de Cachoeira (FLICA), evento literário realizado em Cachoeira, no interior do estado. A primeira edição ocorreu dos dias 11 a 16 de outubro, com 16 mesas de debate e 33 autores, com participação de cerca de 4 mil pessoas.
Em 30 de março de 2022, com a chegada de Gabriela Gaspari para dirigir o setor de marketing e eventos da Rede Bahia, foi anunciado que a iContent abandonaria a nomenclatura utilizada desde 1999 e passaria a ser chamada de Bahia Eventos. A mudança foi concretizada em 6 de abril, com a oficialização da parceria entre a empresa e a produtora Memo, que fez da Bahia Eventos uma sócia da Festa Onda.